# David Wasson
Dave Wasson ist ein US-amerikanischer Fernsehproduzent, bekannt durch seine Arbeit an der Zeichentrickserie Time Squad.

## Leben
Wasson begann seine Karriere mit der Zeichentrickfilm-Reihe Oh Yeah! Cartoons, für diese Arbeit wurde er für den Emmy nominiert. Ab 2001 schrieb Wasson das Drehbuch für die Zeichentrickserie Time Squad. Ab 2005 war Wasson Produzent und Regisseur der Zeichentrickserie Maggie.

## Filmografie
- 2. Januar 1988: The Thing What Lurked in the Tub
- 19. Juli 1998: Oh Yeah! Cartoons
- 8. Juni 2001: Time Squad
- 17. Juni 2005: Maggie